# Rolle (Kunstflug)
Rolle bezeichnet im Kunstflug mehrere Flugfiguren, bei denen sich ein Flugzeug um 360 Grad um die Längsachse dreht. Dabei werden im Horizontalflug die Flugrichtung und Höhe in etwa beibehalten. Man unterscheidet:
- Gesteuerte Rolle: Das Flugzeug wird mit normaler Ruderwirkung durch die Rolle gesteuert.
- Gerissene Rolle: Durch einen gezielt herbeigeführten einseitigen Strömungsabriss wird eine Autorotation ausgelöst.
- Fassrolle: Eine Kombination aus gesteuerter Rolle und gleichzeitigem Looping. Das Flugzeug fliegt die Fläche eines liegenden imaginären Zylinders ab.

## Analoge Bewegung in der Biologie
- Tauchend kann der Mensch eine Rolle schwimmen, bei beliebiger Schwimmrichtung.
- Fledermäuse landen zum Abhängen von einer Decke mittels einer halben Rolle durch Einklappen eines Flügels.[1]